# Partito Socialista di Slovenia
Il Partito Socialista di Slovenia (Socialistična stranka Slovenije - SSS) era un partito sloveno attivo fra il 1990 e il 1994.
Fu fondato il 9 giugno 1990 come successore dell'Unione Socialista dei Lavoratori di Slovenia. Partecipò alle prime elezioni slovene nel 1990, ottenendo il 5,4% dei voti e 5 seggi. Pur non entrando a far parte del governo di Lojze Peterle, si distinse dagli altri partiti di opposizione per un atteggiamento più conciliante, in particolare sul progetto di secessione dalla Jugoslavia.
Nel 1992 entrò a far parte del governo di Janez Drnovšek. Alle elezioni dello stesso anno ottenne il 2,75% e nessun seggio. Nel 1994 confluì nella Democrazia Liberale di Slovenia.

## Risultati elettorali
| Elezione       | Voti   | %    | Seggi  |
| -------------- | ------ | ---- | ------ |
| Politiche 1990 | 58.082 | 5,4  | 5 / 80 |
| Politiche 1992 | 32.696 | 2,75 | 0 / 90 |